# Franz Schnyder

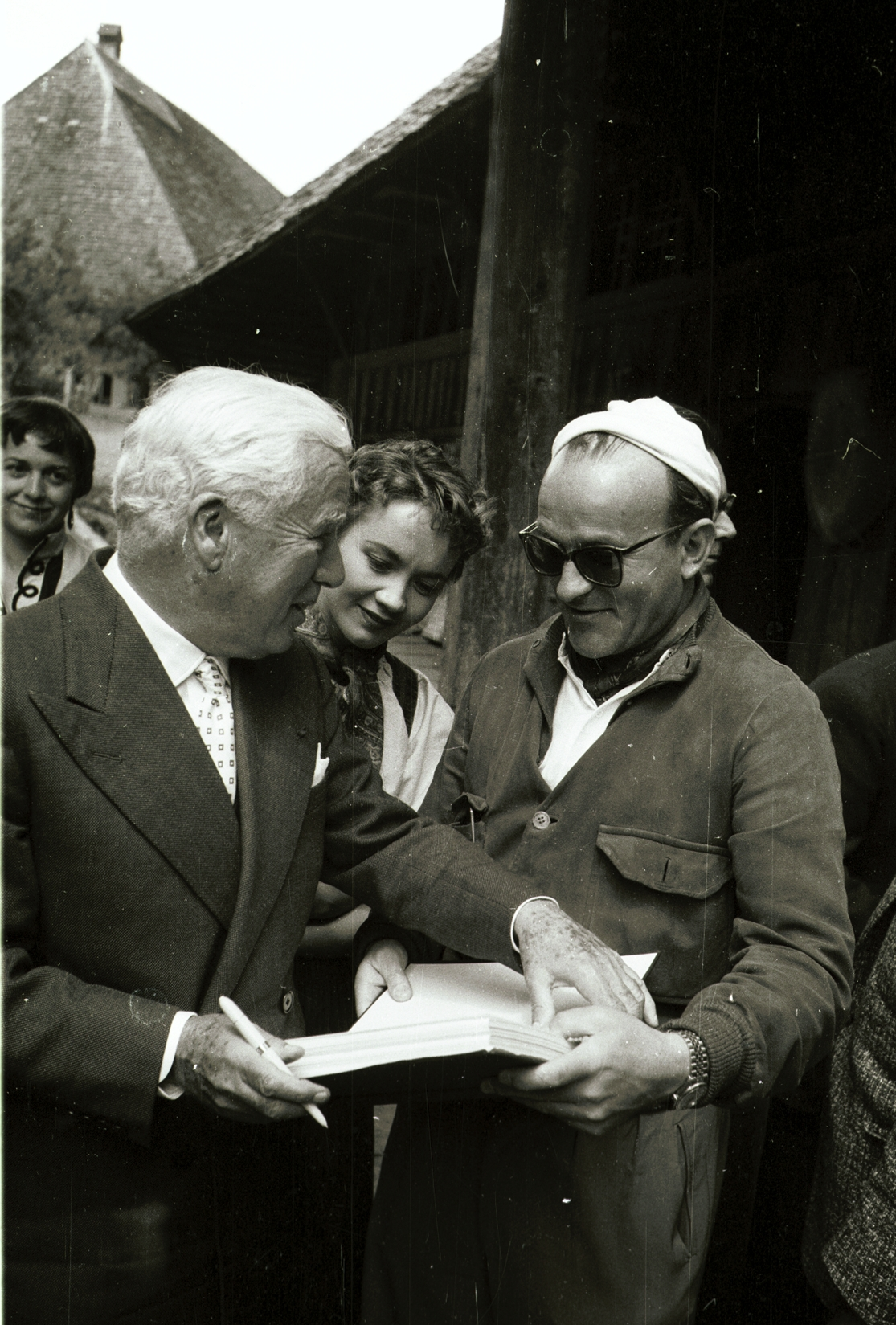
Franz Schnyder, rechts und Charlie Chaplin links, beim Besuch der Dreharbeiten von Ueli der Pächter, dahinter Liselotte Pulver, Foto: Hans Gerber, Comet Photo, Bildarchiv der ETH-Bibliothek Zürich, 1955

Franz Schnyder (* 5. März 1910 in Burgdorf; † 8. Februar 1993 in Münsingen) war ein Schweizer Schauspieler und Filmregisseur. Neben Leopold Lindtberg und Kurt Früh gilt er als wichtigster Regisseur des alten Schweizer Films. 

## Werdegang
Franz Schnyder war Sohn des Ingenieurs Max Schnyder und Zwillingsbruder des Schweizer Diplomaten Felix Schnyder. Er durchlief nach der Matura eine Schauspielausbildung in Deutschland, zuerst bei Gustav Lindemann und Louise Dumont in Düsseldorf, danach bei Ilka Grüning und Lucie Höflich in Berlin. Sein erstes Engagement erhielt er 1932 in Mainz, nach 1933 arbeitete er als Schauspieler und Regisseur an Theatern in Breslau, Münster und St. Gallen. Ab der Spielzeit 1937/38 wirkte Schnyder am Deutschen Theater Berlin unter Heinz Hilpert und 1938 an den Münchner Kammerspielen.
Zu Beginn des Zweiten Weltkrieges 1939 kehrte Schnyder in die Schweiz zurück, leistete Militärdienst und erhielt noch im selben Jahr einen Regievertrag am Schauspielhaus Zürich. Daneben inszenierte er auch am Stadttheater Bern sowie am Theater Basel, dessen Schauspielleiter er 1944 wurde. Schnyder bevorzugte politische Stücke wie Georg Kaisers Der Soldat Tanaka und Franz Werfels Jacobowsky und der Oberst.
1941 hatte er sein Filmdebüt mit der patriotischen Produktion Gilberte de Courgenay. Da sein nächster Spielfilm Wilder Urlaub ein Misserfolg wurde, erhielt Schnyder erst Jahre später wieder Regieaufträge. In den 50er Jahren machte er sich vor allem durch die Verfilmung von Werken Jeremias Gotthelfs einen Namen. Uli der Knecht (1954) sowie die Fortsetzung Uli der Pächter (1955), beide mit Hannes Schmidhauser und Liselotte Pulver in den Hauptrollen, wurden grosse Erfolge. Schnyders Filmstil wurde von Kritikern häufig als zu bieder und konservativ kritisiert. Die sechs Kummerbuben (1968) nach dem gleichnamigen Jugendbuch von Elisabeth Müller war sein letzter Kinofilm.
Danach arbeitete er jahrelang an seinem Filmprojekt über den Schweizer Pädagogen Johann Heinrich Pestalozzi. 1978 konnte er das Drehbuch abschliessen, fand aber keine Geldgeber für die Produktion. Er verlor zunehmend den Bezug zur Realität und verbrachte seine letzten Lebensjahre im Psychiatriezentrum Münsingen. 1984 drehte der Schweizer Regisseur Christoph Kühn ein Filmporträt über Franz Schnyder. Das Schweizer Fernsehen restaurierte zu seinem 100. Geburtstag sein Werk digital.
Ein Teilnachlass von Franz Schnyder befindet sich in der Burgerbibliothek Bern.

## Filmografie (Auswahl)

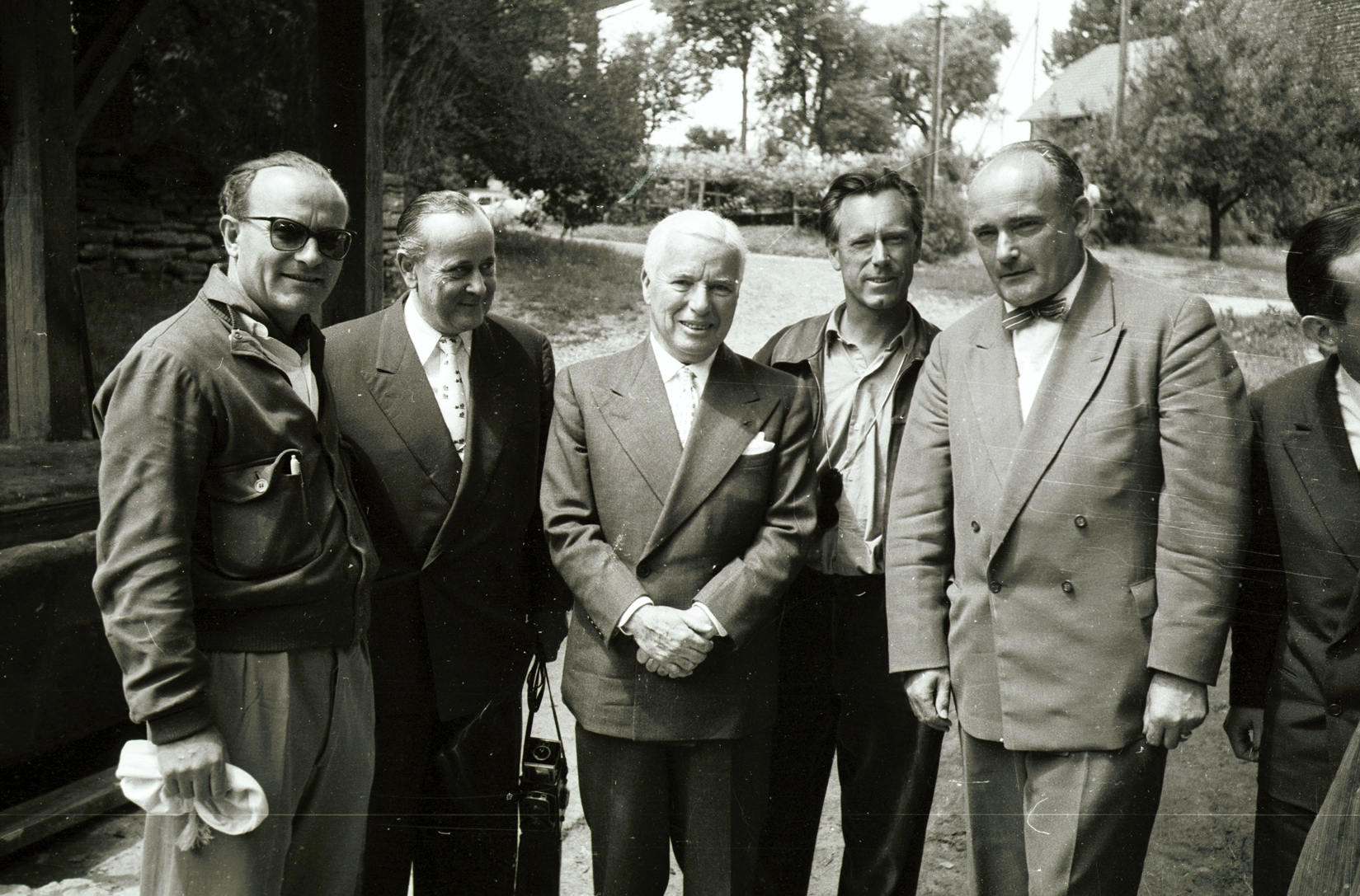
V. l. Franz Schnyder, Richard Schweizer, Charlie Chaplin, Emil Berna, Oscar Düby, Dreharbeiten zu Ueli der Pächter, Brechershäusern, Foto: Hans Gerber, Comet Photo, Bildarchiv der ETH-Bibliothek Zürich, 1955

- 1933: Das Kalte Herz (als Hauptdarsteller in der Rolle des Kohlenmunk-Peters)
- 1941: Gilberte de Courgenay
- 1942: Das Gespensterhaus
- 1943: Wilder Urlaub
- 1944: Marie-Louise
- 1954: Uli der Knecht
- 1955: Heidi und Peter
- 1955: … Und ewig ruft die Heimat (Uli der Pächter)
- 1956: Das Lied der Heimat (Zwischen uns die Berge)
- 1957: Die Angst vor der Gewalt (Der 10. Mai)
- 1958: Die Käserei in der Vehfreude
- 1960: Anne Bäbi Jowäger
- 1961: Jakobli und Meyeli
- 1963: Der Sittlichkeitsverbrecher
- 1964: Menschen der Berge (Geld und Geist)
- 1968: Die sechs Kummerbuben

## Filmdokumentation
- Christoph Kühn: FRS – Das Kino der Nation, 94 Min., Zürich 1985